# EX-321
La carretera EX-321 es de titularidad de la Junta de Extremadura. Su categoría es local. Su denominación oficial es   EX-321 , Circunvalación oeste de Zafra.